# 플레임리스 레이션 히터

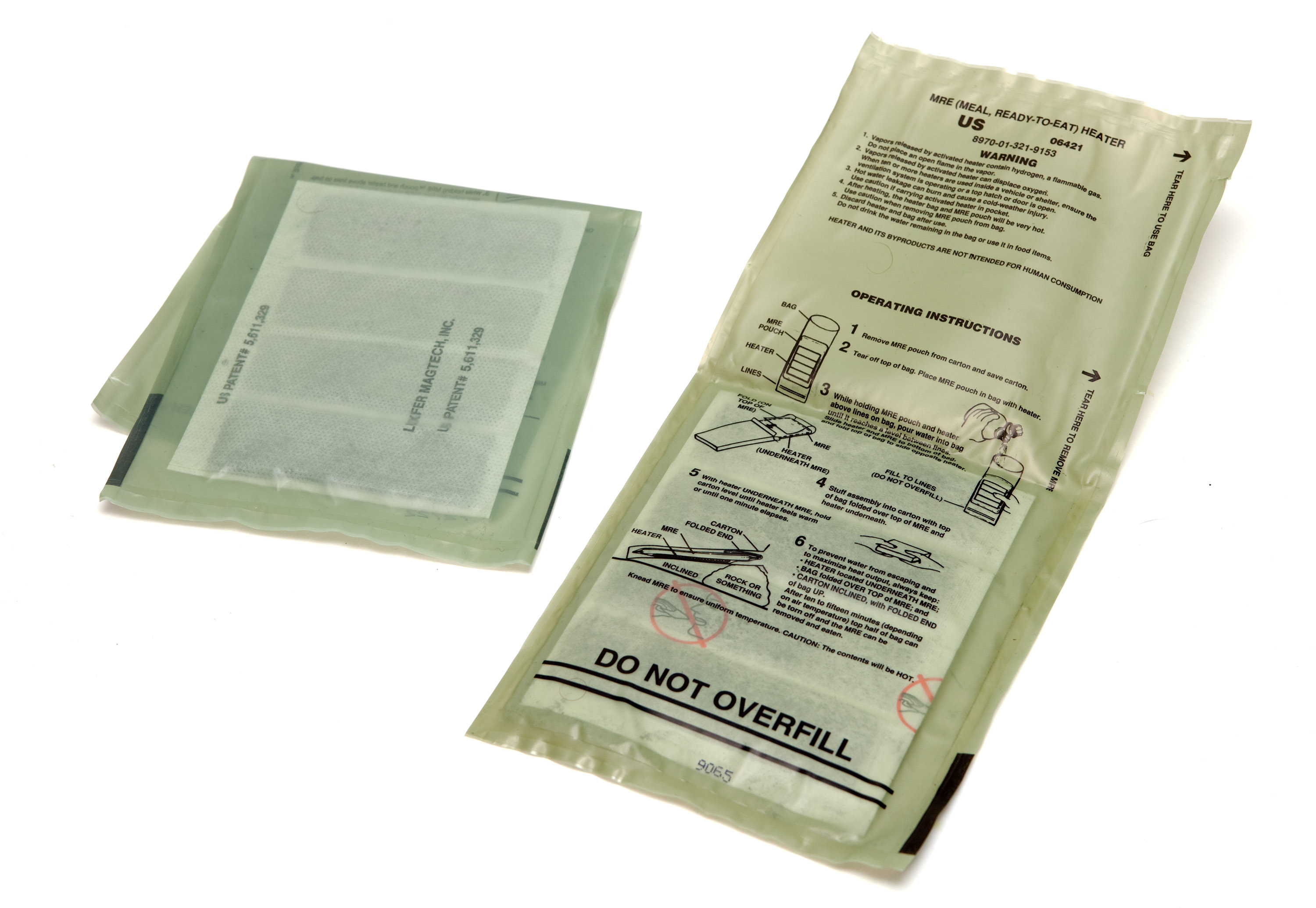
한 쌍의 플레임리스 레이션 히터

플레임리스 레이션 히터(Flameless ration heater, FRH) 또는 MRE 히터(MRE heater)는 1993년부터 미군의 MRE(Meal, Ready-to-Eat) 식량에 포함된 자체 발열 식품 포장의 한 형태이다.
이 히터는 마그네슘과 철분, 식염을 담은 비닐봉지이다. 봉지에 식사용 파우치를 넣고 물을 넣으면 발열 반응이 일어나 물이 빠르게 끓어 음식을 데운다.
미국 육군은 1973년부터 식사를 가열하기 위한 화학적 방법에 대한 연구를 시작했다. FRH는 1990년 5월에 처음 발행되었으며, 1993년 이후 각 MRE에 FRH가 포함되었다.